# Stvolny
Stvolny (dříve Stvolno, německy Zolln) jsou vesnice, část města Manětín v severní části okresu Plzeň-sever v Plzeňském kraji. Katastrální území Stvolny zaujímá 894,16 hektaru.

## Historie
Okolí vesnice bylo osídleno již v pravěku. Asi 1,5 kilometru severně od ní bylo v poloze s pomístním názvem Na Homoli povrchovými sběry doloženo sídliště z období laténské kultury. První písemná zmínka o vesnici pochází z roku 1321.

## Přírodní poměry
Stvolny leží v otevřené krajině nad levým břehem Hrádeckého potoka, pět kilometrů severovýchodně od Manětína. Vsí prochází silnice II/205 a začíná zde silnice II/206. Na severovýchodě sousedí s dvorem Vranov a dále Rabštejnem nad Střelou, na jihovýchodě s Kotanečí, na jihu s Hrádkem, na jihozápadě s Manětínem, na západě s Novosedly a na severozápadě s Močidlcem.

## Obyvatelstvo
Při sčítání lidu v roce 1921 zde žilo 314 obyvatel (z toho 146 mužů), z nichž bylo 96 Čechoslováků a 218 Němců. Převažovala římskokatolická většina, ale 23 lidí bylo evangelíky, jeden patřil k církvi československé a jeden byl bez vyznání. Podle sčítání lidu z roku 1930 měla vesnice 270 obyvatel: 78 Čechoslováků a 192 Němců. Kromě tří členů církve československé a dvou lidí bez vyznání se hlásili k římskokatolické církvi.
| Rok            | 1869 | 1880 | 1890 | 1900 | 1910 | 1921 | 1930 | 1950 | 1961 | 1970 | 1980 | 1991 | 2001 | 2011 | 2021 |
| -------------- | ---- | ---- | ---- | ---- | ---- | ---- | ---- | ---- | ---- | ---- | ---- | ---- | ---- | ---- | ---- |
| Počet obyvatel | 333  | 328  | 336  | 327  | 300  | 314  | 270  | 179  | 144  | 132  | 127  | 117  | 109  | 107  | 95   |
| Počet domů     | 43   | 49   | 52   | 51   | 52   | 52   | 54   | 49   | 35   | 38   | 28   | 35   | 36   | 39   | 38   |

## Obecní správa
Při sčítání lidu v letech 1869–1980 Stvolny byly samostatnou obcí, se kterým patřily nejprve do okresu Kralovice, ale v roce 1950 v okrese Plasy a v letech 1961–1980 v okrese Plzeň-sever. Od 1. července 1980 jsou částí města Manětín v okrese Plzeň-sever.

## Pamětihodnosti
- Kostel Nanebevzetí Panny Marie
- Zřícenina kostela svatých Petra a Pavla nad osadou Víska asi 2 km severozápadně od Stvolen
- Sýpka
- Usedlost čp. 16

## Galerie

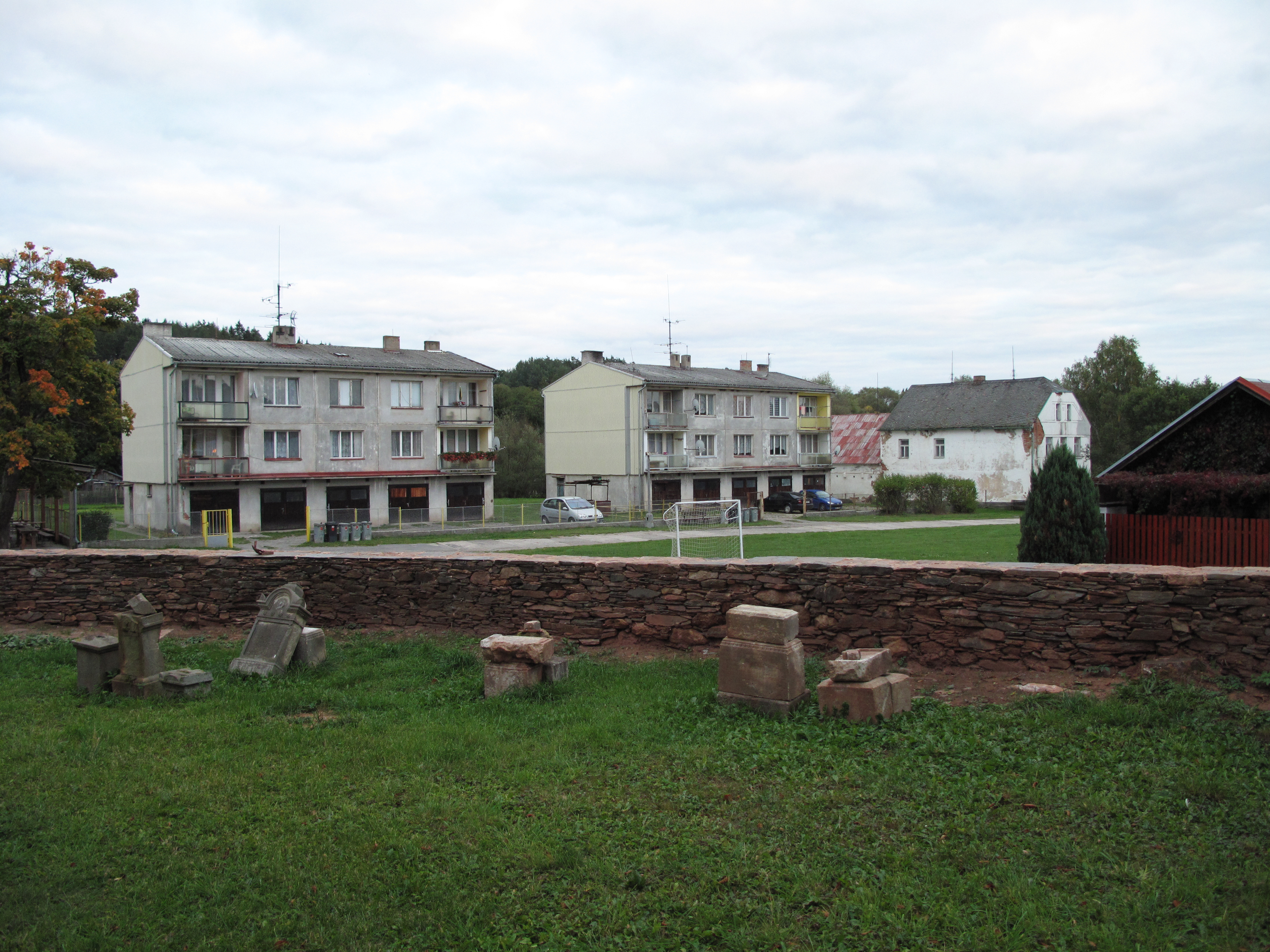
Bytovky
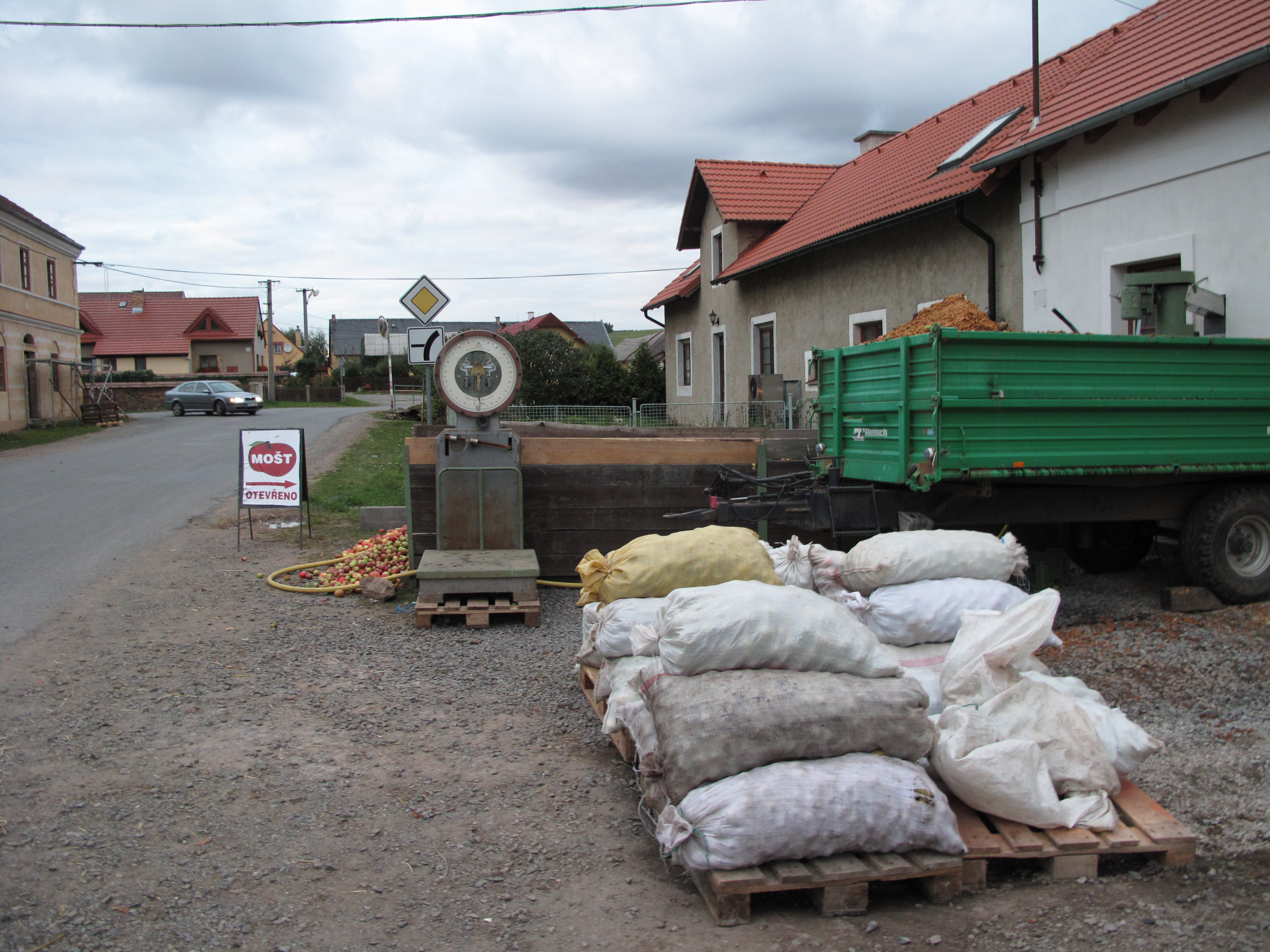
Moštárna
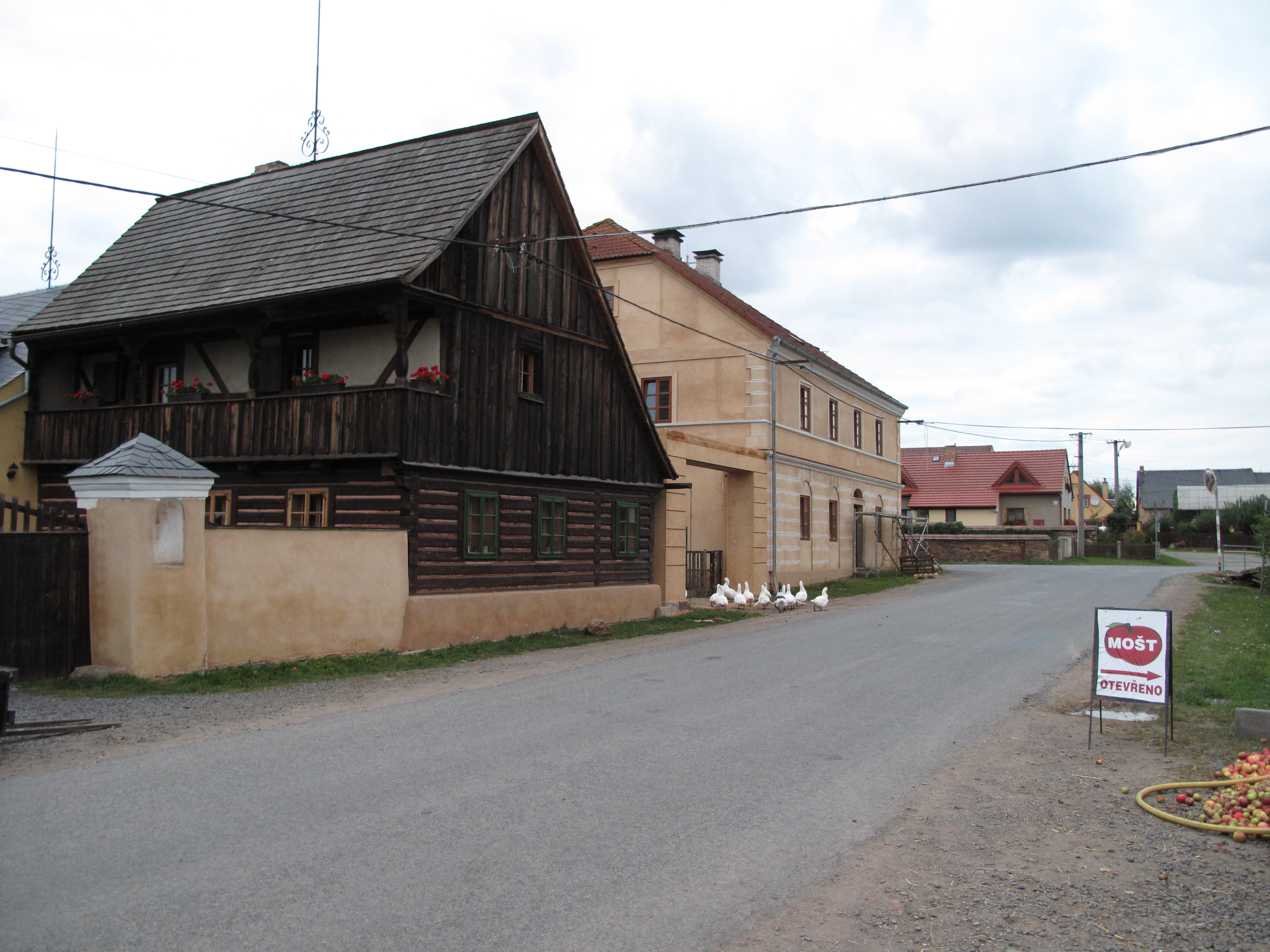
Roubenka
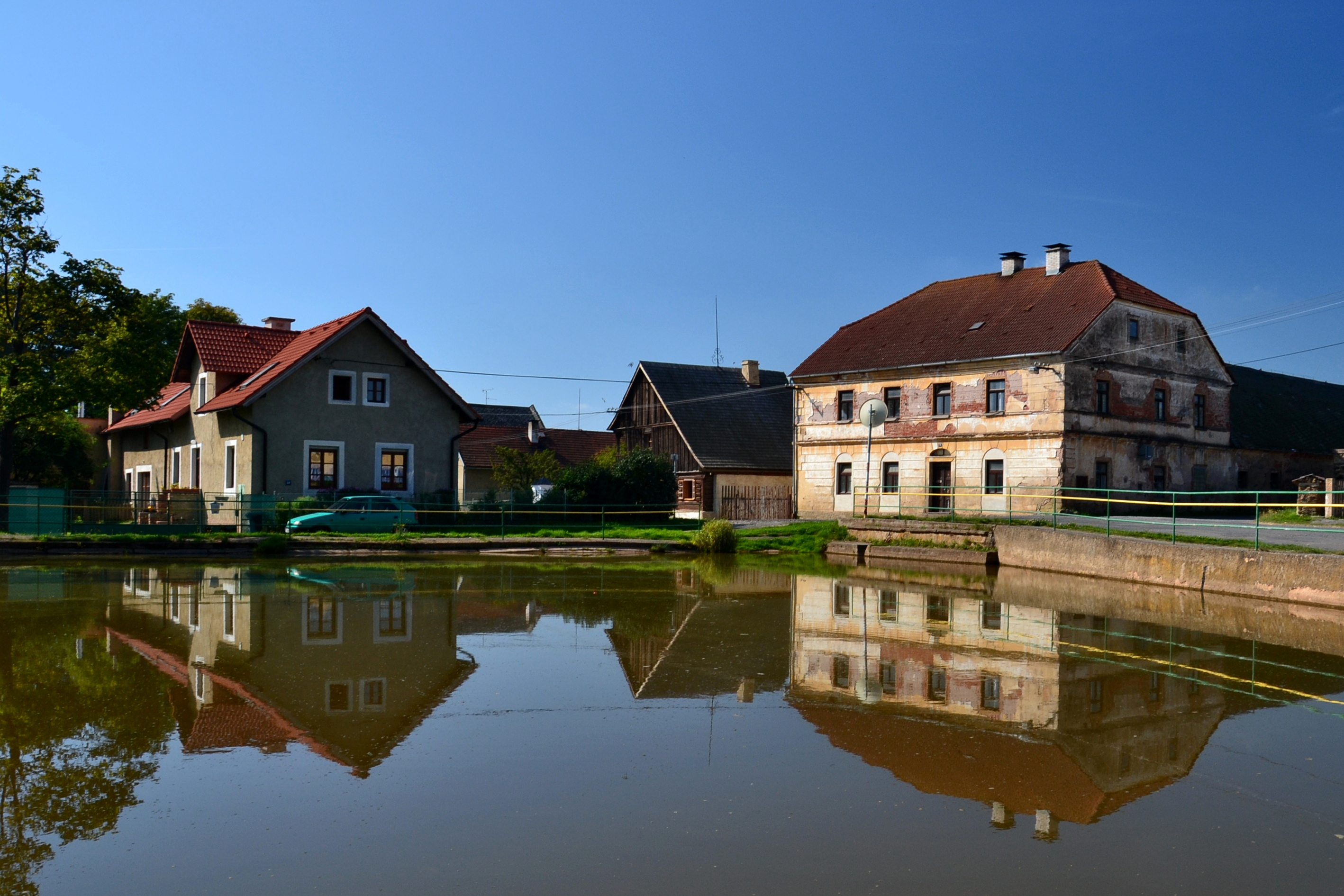
Rybník